# Sucy-en-Brie
Sucy-en-Brie ist eine französische Stadt mit 27.593 Einwohnern (Stand 1. Januar 2022) im Außenbezirk von Paris. Sie liegt etwa 20 Kilometer südöstlich des Pariser Stadtzentrums im Département Val-de-Marne (94) und damit in der Petite Couronne. Die Einwohner werden Sucyciens genannt. Im Norden des Gemeindegebietes verläuft das Flüsschen Morbras, das zur Marne entwässert.

## Verkehr
Der Bahnhof von Sucy-Bonneuil ist an die RER-Linie A angeschlossen.

## Städtepartnerschaften
Mit der baden-württembergischen Stadt Bietigheim-Bissingen besteht seit 1967 eine Städtepartnerschaft. Diese ermöglicht seit vielen Jahren einen regen Schüleraustausch, an dem sich die verschiedenen Schulen der Stadt beteiligen.
Weitere Partnerschaften bestehen mit Surrey Heath in Großbritannien (seit 1969), mit Trujillo in Peru (seit 1997), mit Ofakim in Israel (seit 1987) und mit Scituate in Massachusetts, USA (seit 2011).

## Sehenswürdigkeiten
Siehe auch: Liste der Monuments historiques in Sucy-en-Brie
- Katholische Pfarrkirche Saint-Martin

## Persönlichkeiten

### Söhne und Töchter der Stadt
- Irène Lagut (1893–1994), Malerin
- Émile Cornic (1894–1964), Degenfechter
- Michel Balard (* 1936), Historiker
- Claude Serre (1938–1998), Cartoonzeichner
- Maxime Bourgeois (* 1991), Fußballspieler

### Mit Sucy-en-Brie verbunden
- Henri Rivière (1864–1951), Maler